# カノエラナ
カノエラナ（1995年12月4日 -）は、日本のシンガーソングライターである。佐賀県唐津市出身。
2016年8月31日にメジャーデビュー。

## 来歴
- 幼少期に祖母の家でピアノに触れたことがきっかけで音楽に興味を持つ[1]。
- 14歳の時に、カノエの地元である唐津の唐津ジュニア音楽祭に出場し、EGO-WRAPPIN' の「くちばしにチェリー」を歌った[1]。
- 高校卒業を機に上京を決意[1]。
- 西川貴教が主催するイナズマロックフェス2015にEggs推薦アーティストとして出演するなどライブ活動を精力的に行った[1]。
- 2016年8月31日には、1st mini album『カノエ参上。』でメジャーデビューを果たした[2]。

## 人物
- 人見知りである[3]。
- 無類のアニメ好きで[4]、それが曲作りにも影響を受けている部分が大きいと語っている[5][6]。
- 和風なものと黒色が好きである[6]。

## ディスコグラフィ

### 映像作品
|     | 発売日        | タイトル                                             | 規格 | 規格品番  |
| --- | ------------- | ---------------------------------------------------- | ---- | --------- |
| 1st | 2020年4月22日 | カノエラナ LIVE「天歌統一 冬の陣」令和元年十二月四日 | BD   | KRBD-1001 |

### タイアップ
| 年     | 楽曲               | タイアップ                                                                                     |
| ------ | ------------------ | ---------------------------------------------------------------------------------------------- |
| 2021年 | ハジメテノツリザオ | YouTuber「釣りいろは」オープニングテーマ曲                                                     |
| 2021年 | にゃんこパトロール | 「佐賀の"人のよか"じいちゃんばあちゃんをニセ電話詐欺から守りたい!!」プロジェクトテーマ曲       |
| 2022年 | キンギョバチ       | テレビアニメ『永遠の831』オープニングテーマ                                                    |
| 2023年 | ヨトギバナシ       | テレビアニメ『虚構推理 Season2』オープニングテーマ                                             |
| 2023年 | Queen of the Night | TVアニメ『ティアムーン帝国物語〜断頭台から始まる、姫の転生逆転ストーリー〜』エンディングテーマ |
| 2023年 | ヒカリ             | TVアニメ『Helck』第2クール エンディングテーマ                                                  |
| 2023年 | ハニーホリック     | 「千紘くんは、あたし中毒。」イメージソング                                                     |
| 2024年 | イロドリ           | テレビアニメ『夜のクラゲは泳げない』オープニングテーマ                                         |

### その他
- NHK「みいつけた!」のエンディングテーマ「カゲのオバケ」の作詞・作曲・歌を担当。（2017年）
- NHK「みいつけた!」のエンディングテーマ「ぱっぷんぷぅ」の作詞・作曲担当。（2021年3月）
- YouTuber「釣りいろは」のオープニングテーマ「ハジメテノツリザオ」の作詞・作曲担当。（2020年7月）

### 楽曲提供
- 水瀬いのり「フラーグム」（作詞担当、ハーフアルバム『heart bookmark』（2024年8月21日発売）収録曲[7]）

## ミュージックビデオ
| 監督       | 曲名                                                       |
| ---------- | ---------------------------------------------------------- |
| 川本拓三   | 「恋する地縛霊」                                           |
| 下津優太   | 「シャトルラン」「ヒトミシリ」「ダンストゥダンス」「セミ」 |
| twotwotwo  | 「猫の逆襲」「ハジメテノツリザオ」「にゃんこパトロール」   |
| UDON       | 「嘘とリコーダー」                                         |
| 小倉裕基   | 「あの子のダーリン」                                       |
| カベチョロ | 「添えんでいい」                                           |

## 主なライブ

### ワンマンライブ・主催イベント
- 2015年06月23日・24日・07月01日 - 彼女と私の事情ツアー
w/THE SxPLAY / あいみょん / リリィ・クラウン / 林青空 / 桐嶋ノドカ
- 2015年06月26日〜10月10日 - 1st mini album「カノエラナです。」発売記念 インストアライブ
- 2015年08月08日 - 1stミニアルバム「カノエラナです。」リリースパーティー 「今日もわやわや vol.1 ～よかごてするけど、よかと?～」
w/立花綾香 / 奥苑直也 / あいみょん
- 2015年12月04日 - バースデーパーティー「今日もわやわやvol.2～ハタチなってん、酒よりアニメ～」
- 2015年12月19日 - 1st mini album「カノエラナです。」発売記念 ミニライブ&サイン会
- 2016年02月06日 - 2nd mini Album「ヒトミシリ。」先行予約インストアイベント&握手会
- 2016年03月31日 - カノエクエスト～クアトロ城に集いし、500人の勇者達～
- 2016年05月27日〜09月15日 - 月1ワンマン!!カノエがよかごて5連続
w/片山タカズミ / 木谷将タ / 芳賀義彦 / eji
- 2016年06月30日 - メジャー1st mini album「カノエ参上。」リリース記念ミニライブ「集え皆の衆!!!お披露目じゃ～い!!!」
- 2016年09月25日 - 今日もわやわやvol.3～豊作祈願祭りです。～
- 2016年11月25日〜12月04日 - とうめいはーん!!! さがすぜ勇者たち。
- 2017年3月18日〜5月3日 - ご挨拶ワンマンツアー2017「勇者を探して三千里～ぼっちで広げる旅の地図～」【弾き語り編】
- 2017年5月26日〜6月10日 - 2nd mini album「カノエ上等。」リリースツアー「とうめいはーん!!!ふくをマネくぜ勇者たち。」【バンド編】
- 2017年7月30日 - 3rd mini album「カノエ暴走。」リリースパーティー「今日もわやわやvol.4649～カノエ厨学夏休みの巻～」
- 2022年4月23日 - 暴食金魚列車ワンマン運転

## 出演

### ラジオ
- カノエラナのオールナイトニッポンモバイル（2016年 - 2018年、ニッポン放送）[8]
- カノエラナの「カノエによかごて語らして。」（2016年 - 2017年、NBCラジオ佐賀）